# Jörg Albertz
Jörg Albertz (ur. 29 stycznia 1971 w Mönchengladbach) – niemiecki piłkarz występujący na pozycji pomocnika.

## Kariera klubowa
Albertz jako junior grał w klubach PSV Mönchengladbach oraz Borussia Mönchengladbach. W 1990 roku trafił do Fortuny Düsseldorf, grającej w Bundeslidze. W tych rozgrywkach zadebiutował 8 września 1990 roku w wygranym 1:0 pojedynku z Herthą Berlin, w którym strzelił także gola. W 1992 roku spadł z klubem do 2. Bundesligi. W Fortunie spędził jeszcze rok.
W 1993 roku Albertz trafił do pierwszoligowego Hamburgera SV. Pierwszy ligowy mecz zaliczył tam 6 sierpnia 1993 roku przeciwko 1. FC Nürnberg (5:2). W tamtym spotkaniu zdobył także bramkę. W 1996 roku zajął z zespołem 5. miejsce w lidze, które było najwyższym w trakcie gry w Bundeslidze.
Latem 1996 roku Albertz przeszedł do szkockiego Rangers. W Scottish Premier League zadebiutował 10 sierpnia 1996 roku w wygranym 1:0 meczu z Raith Rovers. 12 października 1996 roku w przegranym 1:2 pojedynku z Hibernianem strzelił pierwszą bramkę w trakcie gry w Socttish Premier League. W drużynie Rangers spędził 5 lat. W tym czasie zdobył z 3 mistrzostwa Szkocji (1997, 1999, 2000), 2 Puchary Szkocji (1999, 2000), Puchar Ligi Szkockiej (1998), a także wywalczył 2 wicemistrzostwa Szkocji (1998, 2001).
W 2001 roku Albertz powrócił do Hamburgera SV. Tym razem spędził tam 1,5 roku. Zimą 2003 roku odszedł do chińskiego zespołu Shanghai Shenhua. W tym samym roku zdobył z nim mistrzostwo Chin. W styczniu 2005 roku wrócił do Niemiec. Został graczem drugoligowego SpVgg Greuther Fürth. Po pół roku odszedł do Fortuny Düsseldorf, grającej w Regionallidze Nord. Latem 2007 roku zakończył karierę, ale w marcu 2008 roku wznowił ją, podpisując kontrakt ze szkockim Clyde. Grał tam 2 miesiące, a potem definitywnie zakończył karierę.

## Kariera reprezentacyjna
W reprezentacji Niemiec Albertz zadebiutował 21 lutego 1996 roku w wygranym 2:1 towarzyskim meczu z Portugalią. W latach 1996–1998 w drużynie narodowej rozegrał w sumie 3 spotkania.